# بچه رزماری (فیلم)
بچه رزماری (به انگلیسی: Rosemary's Baby) فیلمی به ژانر ترسناک روانشناسانه، محصول سال ۱۹۶۸ به کارگردانی رومن پولانسکی و با بازی میا فارو، جان کاساوتیس، روث گوردون و سیدنی بلکمر است. فیلم‌نامه این کار را پولانسکی بر اساس رمانی به همین نام از آیرا لوین نوشته است که تقابل دین و شیطان را در زندگی روزمره نشان میدهد.
در فهرست ۱۰۰ سال... ۱۰۰ هیجان به انتخاب بفا، در میان ۱۰۰ فیلم هیجان‌انگیز تاریخ سینما، این فیلم در رتبه نهم قرار گرفته‌است.

## داستان فیلم
رزماری و گای وودهاوس (با بازی میا فارو و جان کاساوتیس) زن و شوهر جوانی هستند که علی‌رغم توصیه دوست نزدیکشان هاچ، به آپارتمانی قدیمی به نام برامفورد (Bramford) در نیویورک نقل مکان می‌کنند. در همسایگی آن‌ها زوج مسنی به نام مینی و رومن کستوت زندگی می‌کنند. مینی و رومن به سرعت با گای طرح دوستی می‌ریزند. اتفاقات عجیب و غریبی برای اطرافیان رزماری رخ می‌دهد: زن جوانی به نام ترزا که در رختشویخانه آپارتمان با رزماری آشنا می‌شود، به‌طور ناگهانی می‌میرد. هنرپیشه‌ای که رقیب کاری گای محسوب می‌شد ناگهان بدون هیچ دلیلی کور می‌شود و... رزماری نسبت به همسایه‌هایشان مشکوک است اما گای تردیدهای او را بی‌پایه می‌داند و هرچه بیشتر از او فاصله می‌گیرد. رزماری باردار می‌شود و تصور می‌کند همسایه‌هایش نقشه‌هایی برای او و نوزادش دارند...

## بازیگران و نقش‌ها
| بازیگر       | نقش                  |
| ------------ | -------------------- |
| میا فارو     | رزماری وودهاوس       |
| جان کاساوِتیس | گای وودهاوس          |
| روث گوردون   | مینی کستوت           |
| موریس اوانس  | هاچ                  |
| رالف بلامی   | دکتر آبراهام سپرستین |
| چارلز گوردین | دکتر هیل             |
| پستی کلی     | لورا لوئیس           |

## جوایز
| سال  | نتیجه | جایزه                         | رشته                             | نام نامزد یا برنده جایزه                                            |
| ---- | ----- | ----------------------------- | -------------------------------- | ------------------------------------------------------------------- |
| ۱۹۶۹ | برنده | اسکار                         | بهترین بازیگر نقش مکمل زن        | روث گوردون                                                          |
| ۱۹۶۹ | نامزد | اسکار                         | بهترین فیلم‌نامه اقتباسی          | رومن پولانسکی                                                       |
| ۱۹۶۹ | برنده | گلدن گلوب                     | بهترین بازیگر نقش مکمل زن        | روث گوردون                                                          |
| ۱۹۶۹ | نامزد | گلدن گلوب                     | بهترین بازیگر زن فیلم درام       | میا فارو                                                            |
| ۱۹۶۹ | نامزد | گلدن گلوب                     | بهترین موسیقی                    | کریستف کومدا                                                        |
| ۱۹۶۹ | نامزد | گلدن گلوب                     | بهترین فیلم‌نامه اقتباسی          | رومن پولانسکی                                                       |
| ۱۹۶۹ | نامزد | جایزه ادگار                   | بهترین فیلم                      | رومن پولانسکی                                                       |
| ۱۹۶۹ | برنده | دیوید دی دوناتلو              | بهترین بازیگر زن خارجی           | میا فارو (به همراه باربارا استرایسند برای فیلم دختر شوخ)            |
| ۱۹۶۹ | برنده | دیوید دی دوناتلو              | بهترین کارگردان خارجی            | رومن پولانسکی                                                       |
| ۱۹۶۹ | نامزد | اتحادیه کارگردانان آمریکا     | بهترین دستاورد در کارگردانی فیلم | رومن پولانسکی                                                       |
| ۱۹۶۹ | نامزد | اتحادیه نویسندگان آمریکا      | بهترین فیلمنامه                  | رومن پولانسکی                                                       |
| ۱۹۶۹ | نامزد | هوگو                          | بهترین بیان دراماتیک             | رومن پولانسکی (کارگردان/فیلم‌نامه‌نویس) ایرا لوین (نویسنده رمان)      |
| ۱۹۷۰ | برنده | سندیکای منتقدان سینمای فرانسه | رومن پولانسکی                    |                                                                     |
| ۱۹۷۰ | نامزد | بفتا                          | بهترین بازیگر نقش اول زن         | میا فارو (همچنین برای فیلم‌های جان و مری (۱۹۶۸) و مهمانی مخفی (۱۹۶۹) |